# Норвуд (Луїзіана)
Норвуд (англ. Norwood) — селище (англ. village) в США, в окрузі Іст-Фелісіана штату Луїзіана. Населення — 279 осіб (2020).

## Географія
Норвуд розташований за координатами 30°58′24″ пн. ш. 91°6′37″ зх. д. / 30.97333° пн. ш. 91.11028° зх. д. (30.973378, -91.110346).  За даними Бюро перепису населення США в 2010 році селище мало площу 10,60 км², з яких 10,56 км² — суходіл та 0,04 км² — водойми.

## Демографія
Згідно з переписом 2010 року, у селищі мешкали 322 особи в 145 домогосподарствах у складі 89 родин. Густота населення становила 30 осіб/км².  Було 180 помешкань (17/км²).
Расовий склад населення:
| - 78,6 % — білих - 21,1 % — чорних або афроамериканців |

До двох чи більше рас належало 0,3 %. Частка іспаномовних становила 0,3 % від усіх жителів.
За віковим діапазоном населення розподілялося таким чином: 20,2 % — особи молодші 18 років, 61,2 % — особи у віці 18—64 років, 18,6 % — особи у віці 65 років та старші. Медіана віку мешканця становила 47,0 року. На 100 осіб жіночої статі у селищі припадало 106,4 чоловіків;  на 100 жінок у віці від 18 років та старших — 112,4 чоловіків також старших 18 років.
Середній дохід на одне домашнє господарство  становив 54 552 долари США (медіана — 40 481), а середній дохід на одну сім'ю — 71 920 доларів (медіана — 74 167). За межею бідності перебувало 20,4 % осіб, у тому числі 17,8 % дітей у віці до 18 років та 24,4 % осіб у віці 65 років та старших.
Цивільне працевлаштоване населення становило 106 осіб. Основні галузі зайнятості: освіта, охорона здоров'я та соціальна допомога — 17,0 %, роздрібна торгівля — 15,1 %, публічна адміністрація — 15,1 %.